# The Black Secret

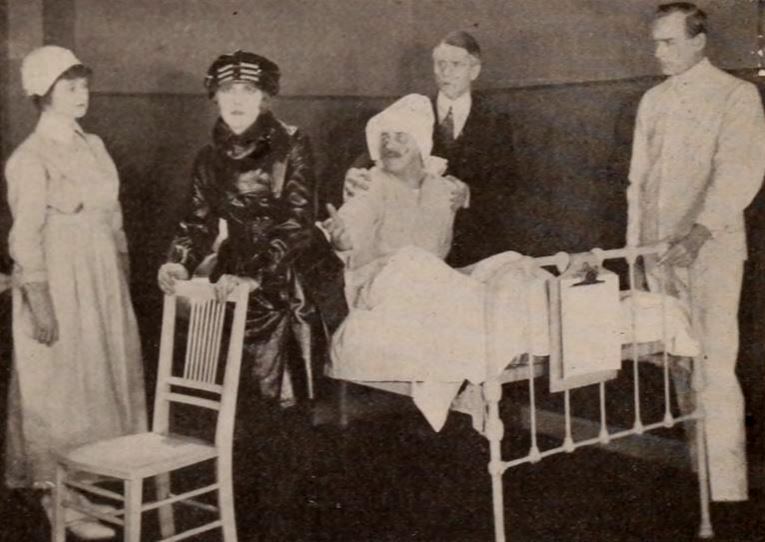
Cena do seriado The Black Secret (1919), com Walter McGrail e Pearl White, episódio 1, p. 79 de 6 de setembro de 1919, Exhibitors Herald

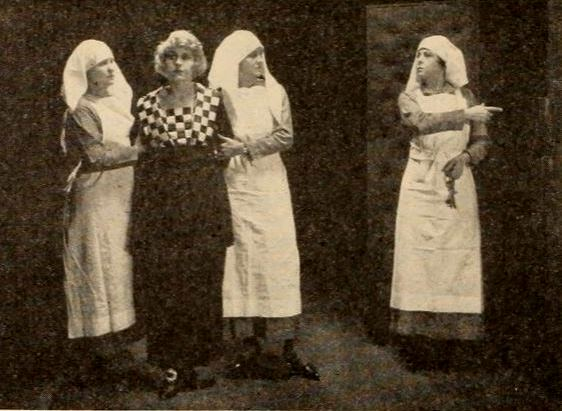
Cena do seriado The Black Secret (1919), com Pearl White, p. 104 de 6 de dezembro de 1919, Exhibitors Herald

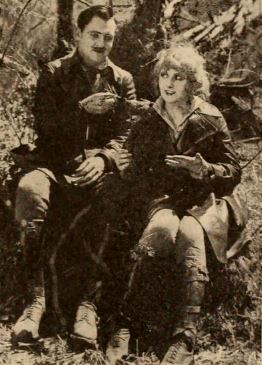
Cena do seriado The Black Secret (1919), com Walter McGrail e Pearl White, episódio 8, p. 83 de 20 de dezembro de 1919, Exhibitors Herald

The Black Secret é um seriado estadunidense de 1919, no gênero aventura, dirigido por George B. Seitz, em 15 capítulos, estrelado por Pearl White e Walter McGrail. O seriado foi produzido por George B. Seitz Productions, distribuido pela Pathé Exchange, e veiculou originalmente nos cinemas dos Estados Unidos entre 9 de novembro de 1919 e 15 de fevereiro de 1920. Foi baseado no conto de Robert W. Chambers, “In Secret”, best-seller de 1919.
O filme foi gravado tanto em Fort Lee, Nova Jérsei, quanto em Hudson Palisades, numa época em que muitos dos primeiros estúdios de cinema do século XX estadunidenses eram ali localizados.
Este seriado é considerado perdido.

## Elenco
- Pearl White - Evelyn Ereth
- Walter McGrail - Ray McKay
- Wallace McCutcheon Jr. - Frederick
- George B. Seitz
- Henry G. Sell
- Marjorie Milton
- Harry Semels

## Capítulos
1. The Great Secret
2. Marked for Death
3. The Gas Chamber
4. Below the Waterline
5. The Acid Bath
6. The Unknown
7. The Betrayal
8. A Crippled Hand
9. Woes of Deceit
10. The Inn of Dread
11. The Death Studio
12. The Chance Trail
13. Wings of Mystery
14. The Hidden Way
15. The Secret Host